# Kislégsúly
A kislégsúly vagy (papírsúly) súlycsoport az ökölvívásban.

## Amatőr ökölvívás
Az amatőr ökölvívásban kislégsúlyúnak a 48 kg alatti versenyzőket nevezzük. 1968 előtt a légsúly volt az  olimpiákon a legkisebb kategória.

### A kislégsúly olimpiai bajnokai
- 1968  Francisco Rodríguez Brito Venezuela
- 1972  Gedó György Magyarország
- 1976  Jorge Hernández Kuba
- 1980  Samil Szabirov Szovjetunió
- 1984  Paul Gonzales Amerikai Egyesült Államok
- 1988  Ivajlo Marinov Bulgária
- 1992  Rogelio Marcelo Kuba
- 1996  Daniel Petrov Bulgária
- 2000  Brahim Asloum Franciaország
- 2004  Yan Barthelemí Kuba
- 2008  Cou Si-ming Kína
- 2012  Cou Si-ming Kína
- 2016  Hasanboy Dusmatov, Üzbegisztán

### Amatőr kislégsúlyú világbajnokok
- 1974  Jorge Hernández (Kuba)
- 1978  Stephen Muchoki (Kenya)
- 1982  Iszmail Musztafov (Bulgária)
- 1986  Juan Torres (Kuba)
- 1989  Eric Griffin (Amerikai Egyesült Államok)
- 1991  Eric Griffin (Amerikai Egyesült Államok)
- 1993  Nshan Muncsian (Örményország)
- 1995  Daniel Petrov (Bulgária)
- 1997  Maikro Romero (Kuba)
- 1999  Brian Viloria (Amerikai Egyesült Államok)
- 2001  Yan Barthelemí (Kuba)
- 2003  Szergej Kazakov (Oroszország)
- 2005  Cou Si-ming (Kína)
- 2007  Cou Si-ming (Kína)
- 2009  Serdamba Purevdorj (Mongólia)
- 2011
- 2013
- 2015
- 2017
- 2019
- 2021
- 2023

## Profi ökölvívás
A profi ökölvívásban a felső súlyhatár 108 font (49 kg).

### A nagy világszervezetek kislégsúlyú világbajnokai
| WBA                             | WBC                   | IBF                         | WBO                       |
| Carlos Canizales 20-0-1 (16 KO) | Ken Shiro 15-0 (8 KO) | Felix Alvarado 35-2 (30 KO) | Angel Acosta 20-1 (20 KO) |
| Szuperbajnok                    |                       |                             |                           |
| Hiroto Kyoguchi 12-0 (9 KO)     |                       |                             |                           |